# 镇海水库
镇海水库是中国广东省江门市开平市境内的一座水库，位于珠江三角洲流域，建于1962年。水库正常库容为7670万立方米，平均水深为10.36米，集雨面积为128.2平方千米。